# 帕尔泰什市镇
帕尔泰什市镇（羅馬化：Opština Parteš），是科索沃格尼拉內區的一个市镇，行政中心为帕爾泰什。市镇总面积为18平方公里，人口数量为1,787人（2011年）。
该市镇成立于2010年8月19日，包括帕爾泰什镇及两个村庄。